# معدن و کارگاه استخراج سنگ
معدن و کارگاه استخراج سنگ مربوط به دوره ساسانیان است و در شهرستان تکاب، جنوب غرب مجموعه تخت سلیمان واقع شده و این اثر در تاریخ ۱۷ اسفند ۱۳۸۱ با شمارهٔ ثبت ۷۵۲۴ به‌عنوان یکی از آثار ملی ایران به ثبت رسیده است.